# Edvin Kanka Ćudić

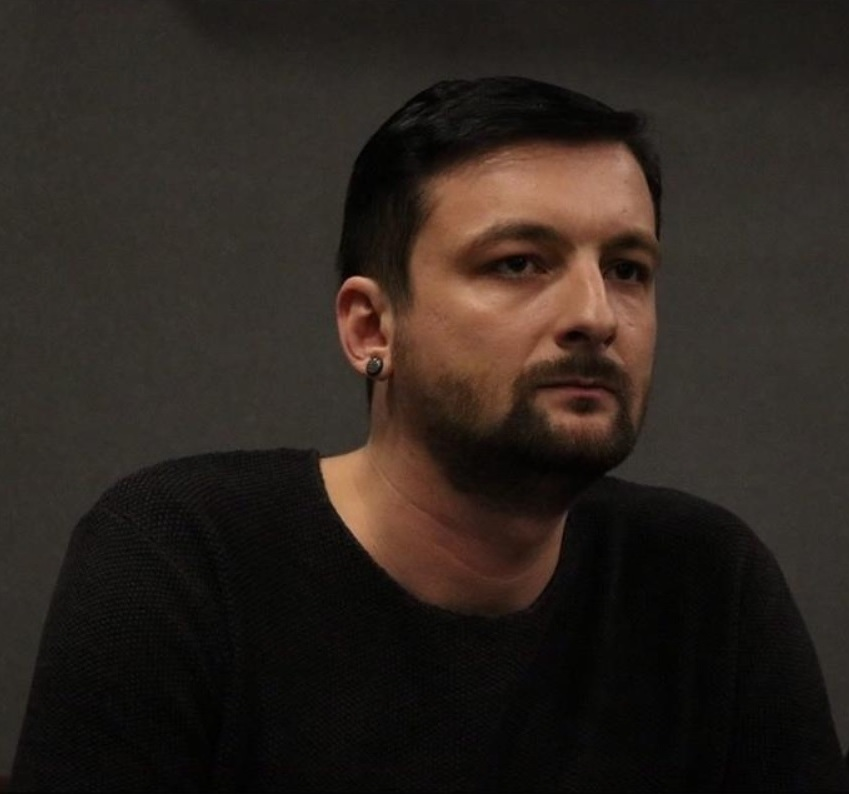
Edvin Kanka Ćudić, 2017

Edvin Kanka Ćudić (serbokroatisch-kyrillisch Едвин Канка Ћудић; * 31. Dezember 1988 in Brčko, Jugoslawien) ist ein bosnien-herzegowinischer Menschenrechtsaktivist. Bekanntheit erreichte er als Leiter der UDIK, einer Organisation, die sich für Menschenrechte und Versöhnung im ehemaligen Jugoslawien einsetzt.

## Lebenslauf
Edvin Kanka Ćudić wurde in Brčko geboren und ist in Brčko und Gračanica aufgewachsen. Er studierte in Sarajevo und Istanbul. Seit 2008 lebt er in Sarajevo. Er ist Meister der japanischen Kampfkünste Aikidō, Jūjutsu und Jūdō und war Jūjutsu-Lehrer in den Schulen für Kampfkunst in Donji Žabar und Gornji Zovik bei Brčko.
Seit 2013 ist Ćudić Koordinator in der UDIK. Als solcher erforscht, veröffentlicht und präsentiert er Dokumente über Kriegsverbrechen in Bosnien und Herzegowina. Er arbeitet auch an der Erfassung von Gedenkstätten, die den Opfern der Kriege in den Ländern des ehemaligen Jugoslawiens gewidmet sind. Er ist oft Drohungen der Nationalisten aus allen ethnischen Gruppen in Bosnien und Herzegowina ausgesetzt.
Ćudić ist Unterzeichner der 2017 veröffentlichten Deklaration zur gemeinsamen Sprache der Kroaten, Serben, Bosniaken und Montenegriner.

## Werke
- Taj maj '92. Ihlas, Brčko 2012.
- Ne u naše ime – s one strane srbijanskog režima. UDIK, Sarajevo 2019.